# Tuc de Pishader
El Tuc de Pishader és una muntanya de 2.539 metres d'altitud, situada al vessant nord dels Pirineus, al municipi de Naut Aran, a la Vall d'Aran. Forma part de la serra de Sendrosa, la qual separa el circ de Saboredo i el circ de Colomèrs.
Es troba dintre de la zona perifèrica del Parc Nacional d'Aigüestortes i Estany de Sant Maurici. El refugi de Colomers i el refugi de Saboredo estan localitzats en les seves proximitats.